# 冉瞻
冉 瞻（ぜん せん、299年 - 328年）は、五胡十六国時代後趙の人物。もとの名は冉良。後に石瞻と改めた。字は弘武。冉魏の建国者の冉閔の父。魏郡内黄県出身の漢人。父は冉隆。母は王氏。

## 生涯
祖先は後漢王朝において黎陽騎督に任じられ、代々牙門将を拝命する家柄であった。
310年7月、漢（後の前趙）の将軍の石勒が河内に進出し、乞活の陳午を破った。この時、冉良は石勒に捕らえられた。
成長すると、勇壮となって弓馬の扱いに非凡な才を見せた。また、戦場に臨むと危機を顧みなかった。
石勒は彼をただ者では無いと思い「この子の壮健さは称賛に値する」と言い、命を下して石虎の養子とした。これにより名を石瞻と改めた。
後趙が成立すると、後に将兵都尉に任じられた。彼は武勇に優れ、向かう所敵無しの強さを見せたという。
324年1月、軍を率いて下邳に進攻し、東晋の将軍の劉長を撃ち破った。さらに蘭陵まで進軍すると、続けざまに彭城内史劉続を破った。東莞郡太守竺珍と東海郡太守蕭誕は反旗を翻して郡ごと降伏した。兗州刺史劉遐は大いに恐れ、下邳から泗口へと退いた。石勒は徐州・揚州で徴兵を行い、下邳に進軍して石瞻と合流した。
325年頃、精鋭五千を率いて東晋の司州刺史李矩を攻め、これを破った。
325年4月、東晋の兗州刺史檀斌が守る鄒山に攻め込み、その首級を挙げた。
326年12月、河南郡太守王羨が守る邾に攻め込み、これを陥落させた。さらに進撃し、東晋の彭城内史劉続が守る蘭陵・石城を攻め落とした。
後に左積射将軍に任じられ、西華県侯に封じられた。
328年7月、石虎が4万の兵を率いて前趙領の河東を攻撃すると、石瞻もこれに従軍した。石虎は蒲坂まで軍を進めたが、前趙の皇帝劉曜が自ら精鋭を率いて到来すると、恐れて退却を始めた。8月、高候で劉曜軍に追いつかれ、石虎軍は潰滅して石瞻は戦死した。
350年、冉閔が魏国を興すと、烈祖の廟号と高皇帝の諡号を贈られ追尊された。